# Anna van der Breggen
Anna van der Breggen (Zwolle, 18 april 1990) is een Nederlands wegwielrenster en meervoudig wereldkampioene. Ze staat vooral bekend als klassementsrenster, klimster en tijdritspecialiste. 
In 2016 werd ze in Rio de Janeiro, Brazilië, olympisch kampioene op de weg. Drie dagen later behaalde ze brons in de individuele tijdrit. In 2018 werd ze in Innsbruck, Oostenrijk, voor het eerst wereldkampioene op de weg, nadat ze in de voorgaande jaren al zes zilveren en een bronzen medaille had behaald in de wegwedstrijd, de individuele tijdrit en de ploegentijdrit. In 2020 haalde ze goud in zowel de individuele tijdrit als de wegrit op het wereldkampioenschap in Imola, Italië. Ze werd de tweede vrouw die daarin slaagde, na Jeannie Longo in 1995.
In september 2021 reed ze haar voorlopig laatste wedstrijd. Daarna werd ze ploegleider bij haar ploeg SD Worx. In januari 2025 keerde ze op 34-jarige leeftijd terug als wielrenner bij SD Worx-Protime.

## Carrière
2012

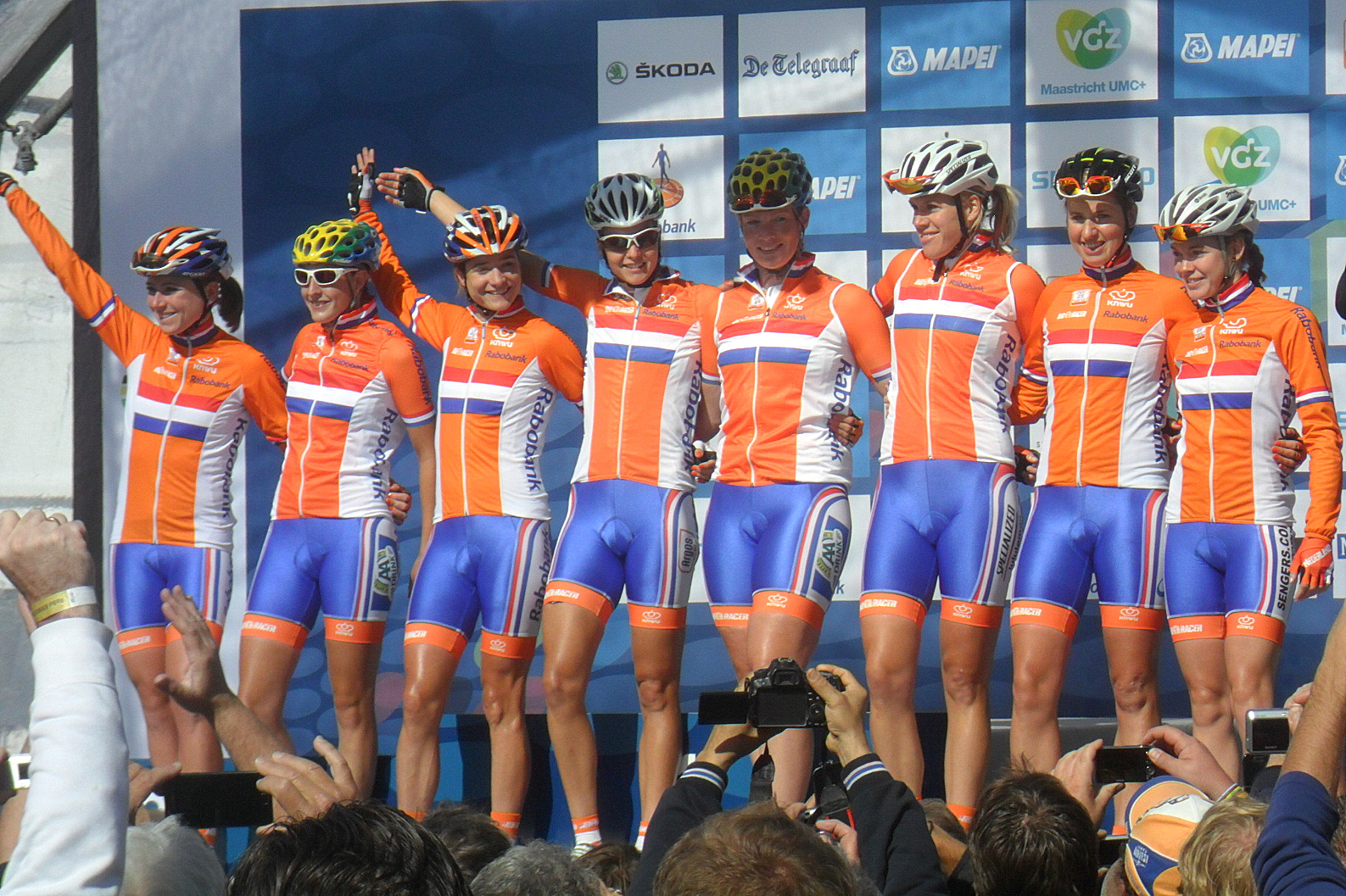
Van der Breggen (uiterst rechts) met de Nederlandse ploeg op het WK 2012 in Valkenburg.

Van der Breggen werd in 2012 Europees kampioene tijdrijden onder 23 jaar en finishte als vijfde op het wereldkampioenschap wielrennen in Valkenburg bij de elite, nadat ze veel kopwerk had gedaan voor winnares Marianne Vos.
2013
Eind augustus 2013 werd bekend dat Van der Breggen overstapte van het Sengers Ladies Cycling Team (dat na de ploegentijdrit van het WK 2013 ophield te bestaan) naar Rabobank-Liv/Giant. Op het wereldkampioenschap in Florence werd ze vierde nadat ze Marianne Vos wederom aan de wereldtitel had geholpen.
2014
Tijdens de ploegentijdrit op het wereldkampioenschap 2014 in Ponferrada kwam Van der Breggen zwaar ten val en liep een bekkenbreuk op.
2015
In 2015 won ze de Giro Rosa en de tweede editie van La Course, een wedstrijd die op de laatste dag van de Ronde van Frankrijk werd georganiseerd. Op het wereldkampioenschap in Richmond behaalde ze zilver op de weg, zilver in het tijdrijden en brons in de ploegentijdrit met haar team Rabo-Liv.
2016
Op 7 augustus 2016 won Van der Breggen in Rio de Janeiro olympisch goud in de wegwedstrijd, na een hectische wedstrijd waarin ze werd bijgestaan door Ellen van Dijk en uittredend kampioene Vos, en waarin de op kop rijdende Annemiek van Vleuten in de laatste afdaling ten val kwam. Na haar overwinning was haar eerste vraag dan ook hoe Van Vleuten eraan toe was. Drie dagen later veroverde ze de bronzen medaille in de tijdrit, op slechts 11 seconden van winnares Kristin Armstrong. Op 24 augustus 2016 werd ze benoemd tot Ridder in de Orde van Oranje-Nassau. Op 25 augustus 2016 werd ze gehuldigd in haar woonplaats Hasselt.
2017

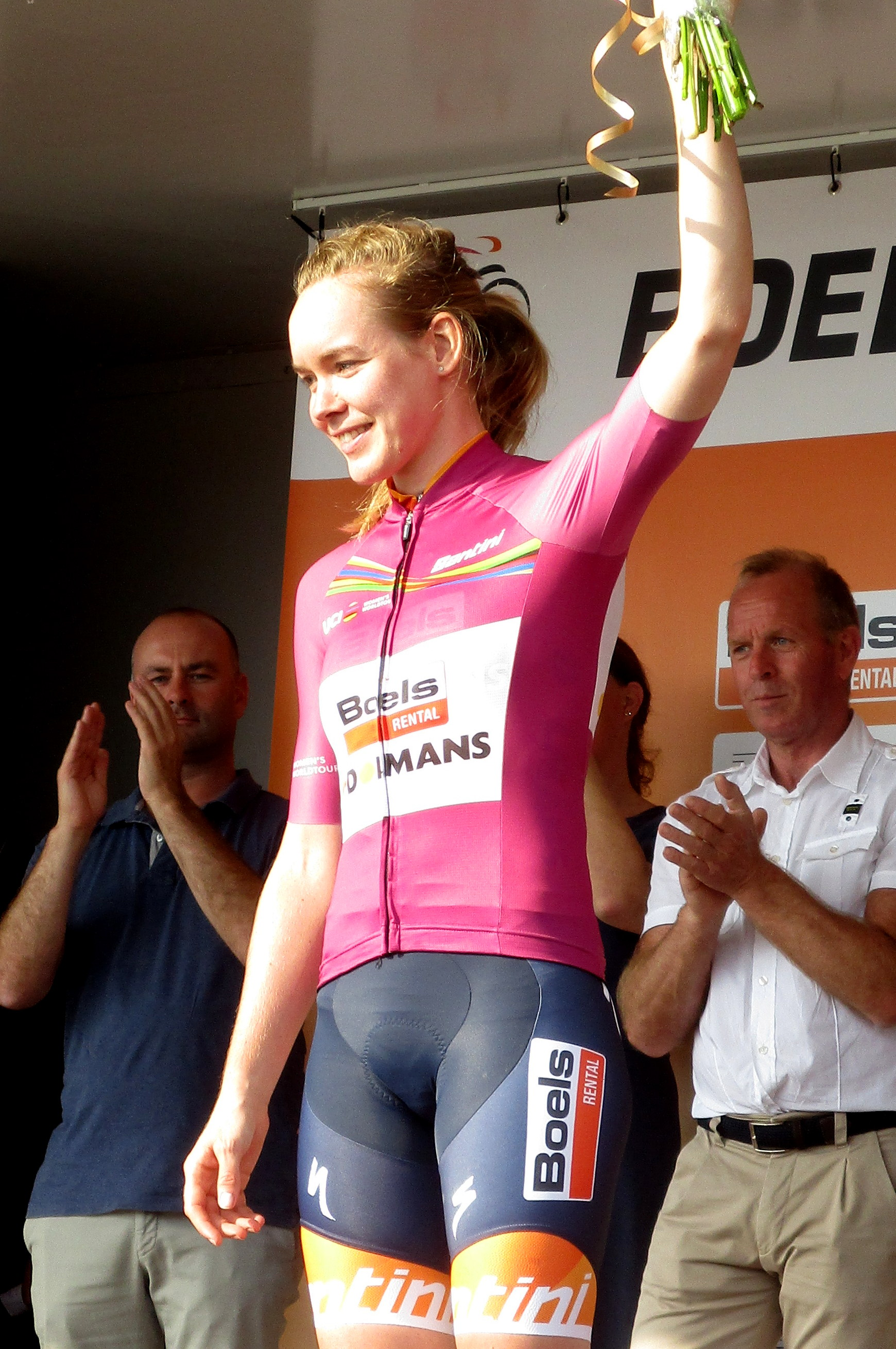
Eindzege in Women's World Tour 2017.

Vanaf 2017 reed ze voor Boels Dolmans Cycling Team. Ze begon in januari op de mountainbike in de Costa Blanca Bike Race, waarin ze samen met Margot Moschetti alle etappes en het eindklassement met 30 minuten voorsprong won. In februari nam ze ook deel aan de Cyprus Sunshine Cup, samen met Gunn-Rita Dahle-Flesjaa, Sabine Spitz en Jaroslav Kulhavý. In april werd ze geklopt in de Groningse Healthy Ageing Tour door Ellen van Dijk. Eén week later won ze de eerste editie van de heringevoerde Amstel Gold Race. Op de woensdag erna won ze voor de derde keer de Waalse Pijl en ook de eerste vrouweneditie van Luik-Bastenaken-Luik schreef ze op haar naam, waarmee ze een hattrick scoorde in het eerste Ardense drieluik voor vrouwen. In alle drie de wedstrijden werd haar ploeggenote Elizabeth Deignan tweede. Eén week later waren de rollen omgedraaid, toen ze Deignan naar de overwinning hielp in de Ronde van Yorkshire. In mei hielp ze haar andere ploeggenote Megan Guarnier naar winst in de eerste etappe van de Ronde van Californië en werd ze zelf tweede. In de tweede etappe werd ze eveneens tweede, waarna ze in de laatste twee etappes in de tussensprints genoeg bonificatieseconden wist te sprokkelen om het eindklassement met één seconde voorsprong te winnen. Door deze zege wist ze ook de leiding in de World Tour over te nemen van haar landgenote Annemiek van Vleuten.
In juli won Van der Breggen voor de tweede keer de Giro Rosa. Ze won met haar ploeg Boels Dolmans de openingsetappe, een ploegentijdrit. In de tweede etappe reed ze naar de roze leiderstrui, die ze niet meer afstond. Bijzonder was dat ze het klassement won zonder (individuele) etappeoverwinningen. Extra memorabel was dat het voor het eerst gebeurde dat een grote ronde in hetzelfde jaar zowel door een Nederlandse vrouw als een Nederlandse man (Tom Dumoulin) werd gewonnen. Door haar Girozege heroverde Van der Breggen tevens de leiding in de World Tour. In augustus won ze brons in de tijdrit op het Europees kampioenschap in het Deense Herning; op de weg werd ze opgevolgd door Marianne Vos. Een week later won ze met haar ploeg Boels Dolmans de ploegentijdrit in Vårgårda, Zweden. In de Boels Ladies Tour werd ze vierde in zowel de proloog als de tijdrit; beide werden gewonnen door Annemiek van Vleuten. In de voorlaatste etappe naar Vaals demarreerde ze in het Vijlenerbos en alleen Van Vleuten kon haar volgen. Ze kwamen overeen dat ze samen zouden werken tot de finish: "Anna wilde alleen met mij rijden als ze de etappe zou krijgen" aldus Van Vleuten. Met haar tweede plaats in het eindklassement verzekerde Van der Breggen zich van de eindzege in de World Tour. Op het wereldkampioenschap in het Noorse Bergen greep ze in alle onderdelen naast de prijzen: in de ploegentijdrit werd Boels Dolmans onttroond door Sunweb, in de individuele tijdrit was Van Vleuten twaalf seconden sneller en in de wegrit reed haar ploeg- en landgenote Chantal Blaak solo naar de regenboogtrui. Op het UCI-gala op 24 oktober werd Van der Breggen gehuldigd als eindwinnares van de World Tour.
2018

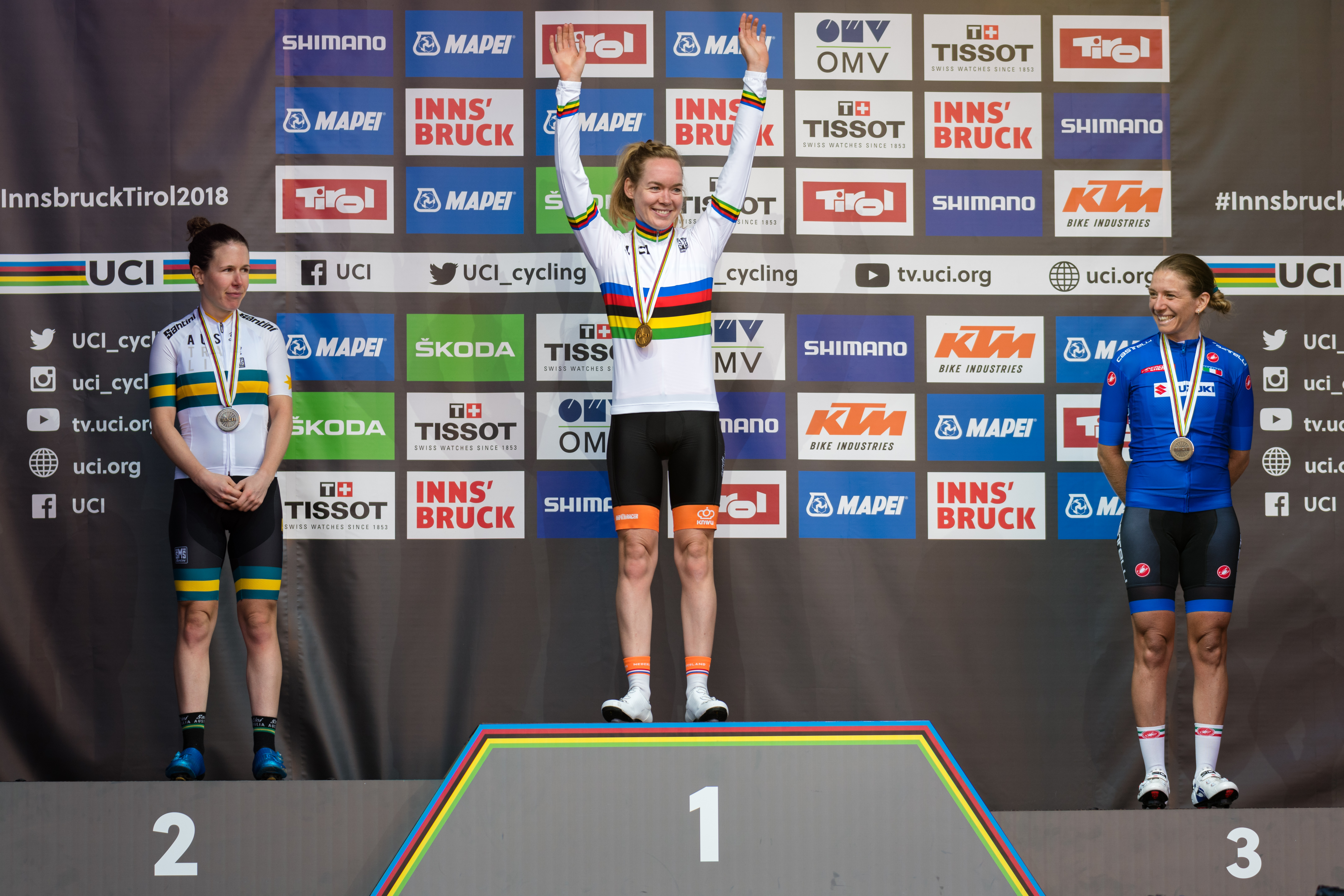
In de regenboogtrui in Innsbruck.

Van der Breggen reed in de winter enkele veldritten, zoals in Surhuisterveen – waar ze elk jaar rijdt –, die deze keer dienst deed als het NK veldrijden. Ze finishte als zesde, achter winnares Lucinda Brand. Net als het jaar ervoor was ze ook actief op de mountainbike; ze won in februari de Cyprus Sunshine Cup.
Haar eerste wegwedstrijd, de Strade Bianche, won ze na een solo in de stromende regen, waardoor ze tevens leidster werd in de World Tour. Een maand later won ze de Ronde van Vlaanderen eveneens met een lange solo; ze vertrok op 25 kilometer van de streep, op dezelfde plek waar later die dag ook Niki Terpstra zijn winnende solo zou beginnen. In de week erna won ze zowel de openingstijdrit in Heerenveen als de ploegentijdrit in Stadskanaal, waardoor ze vierde werd in het eindklassement van de Healthy Ageing Tour, achter haar ploeggenoten Pieters, Blaak en Majerus. De Amstel Gold Race ging naar een andere ploeggenote: wereldkampioene Blaak won vanuit een kopgroep. In de Waalse Pijl wist Van der Breggen haar vierde zege op rij te pakken. Ze droeg deze zege op aan haar mecanicien, die twee dagen eerder een hartaanval kreeg en vlak voor de start uit een kunstmatige coma ontwaakte. Vier dagen later wist ze ook haar titel in Luik-Bastenaken-Luik te prolongeren.
Na een maand rust zette ze haar zegereeks voort door de Spaans-Baskische Emakumeen Saria op haar naam te schrijven. In de hieropvolgende etappekoers Emakumeen Bira werd ze tweede in de tijdrit achter Van Vleuten, maar wist ze wel de puntentrui te winnen. Tijdens het Nederlands kampioenschap in Bergen op Zoom werd ze achtste in de wegrit en tweede in de tijdrit, op zes seconden van Ellen van Dijk. Op 17 juli 2018 werd Van der Breggen tweede in La Course; in de finale in Le Grand-Bornand werd ze, na 15 kilometer lang als enige op kop gereden te hebben, enkele meters voor de eindstreep nog ingehaald door Annemiek van Vleuten, die twee dagen eerder de Giro Rosa op haar naam had geschreven. Van der Breggen deed als titelverdedigster niet mee aan die Giro Rosa en reed in plaats daarvan een wereldbeker mountainbike in het Italiaanse Val di Sole, waar ze op de 30e plek eindigde. Ook na La Course deed ze, op zoek naar een andere prikkel, mee aan het NK mountainbike. Hier eindigde ze tweede achter Anne Terpstra.
In augustus tijdens de Europese kampioenschappen wielrennen in Glasgow reed Van der Breggen aan kop in de wegwedstrijd samen met de Italiaanse Elisa Longo Borghini. Door miscommunicatie werden ze echter teruggepakt in de laatste kilometer door het peloton aangevoerd door de Nederlandse ploeg. In de sprint won Marta Bastianelli; Van der Breggen werd achtste. Net als tijdens het NK werd ze in de tijdrit tweede, wederom na Van Dijk, op slechts twee seconden. Later die maand won ze met Boels Dolmans de ploegentijdrit in Vårgårda. In de Boels Ladies Tour wist ze niet te winnen, maar stond ze wel op het podium tijdens beide tijdritten en werd ze derde in het eindklassement. Op 25 september werd Van der Breggen opnieuw tweede (op ruim 28 seconden van Van Vleuten) in het wereldkampioenschap tijdrijden in Innsbruck. Vier dagen later behaalde ze tijdens hetzelfde kampioenschap voor de eerste maal de wereldtitel op de weg, met een voorsprong van bijna vier minuten op de Australische Amanda Spratt, na een solo van 40 kilometer. In december werd ze voor de derde keer verkozen tot beste wielrenster van het jaar.

### Onderscheidingen
Op 24 augustus 2016 werd Van der Breggen benoemd tot Ridder in de Orde van Oranje-Nassau vanwege haar Olympische titel in Rio de Janeiro. In 2015, 2016, 2018 en 2020 werd ze verkozen tot de beste wielrenster van het jaar en mocht ze de Keetie van Oosten-Hage Trofee in ontvangst nemen. Op 25 augustus 2021, voor de start van de eerste etappe van de Simac Ladies Tour 2021 (die van start ging in Zwolle) werd ze gehuldigd samen met Kirsten Wild, die eveneens na 2021 haar carrière beëindigt; Van der Breggen nam niet deel, maar was aanwezig om het startschot te geven en uit handen van burgemeester Peter Snijders kreeg ze de Zwolse erepenning voor al haar prestaties en voor haar voorbeeldfunctie voor de jeugd.

### Persoonlijk
Van der Breggen is christen (Nederlandse Gereformeerde Kerken) en na haar voortgezet onderwijs aan het Greijdanus College te Zwolle opgeleid tot HBO verpleegkundige. In maart 2018 sprak ze haar steun uit voor de ChristenUnie in Zwartewaterland voor de gemeenteraadsverkiezingen. Tussen 2018 en 2021 was ze gehuwd met wielercoach Sierk Jan de Haan.

## Palmares

### Wegwielrennen
2012
1e, 2e (tijdrit) en 4e etappe Ronde van Bretagne
 Eindklassement Ronde van Bretagne
2e etappe (tijdrit) Ronde van de Limousin
2e etappe (ploegentijdrit) Trophée d'Or met Sengers Ladies
2014
1e etappe GP Elsy Jacobs
 Eindklassement GP Elsy Jacobs
1e etappe Ronde van Noorwegen
 Eindklassement Ronde van Noorwegen
Dwars door de Westhoek
2e en 4e (ploegentijdrit) etappe Ronde van België
2015
 Nederlands kampioenschap tijdrijden
8e etappe (tijdrit) Giro Rosa
 Eindklassement Giro Rosa
Proloog GP Elsy Jacobs
 Eindklassement GP Elsy Jacobs
Omloop Het Nieuwsblad
Waalse Pijl
La Course
Open de Suède Vårgårda (ploegentijdrit)
Proloog en 4e etappe Healthy Ageing Tour
4e etappe Ronde van België
Ridderronde Maastricht
2016
 Olympisch kampioenschap op de weg
 Europees kampioenschap op de weg
Omloop van de IJsseldelta
Waalse Pijl
2017
1e etappe (ploegentijdrit) Giro Rosa
 Eindklassement Giro Rosa
 Eindklassement Ronde van Californië
Amstel Gold Race
Waalse Pijl
Luik-Bastenaken-Luik
Open de Suède Vårgårda (ploegentijdrit)
2e etappe (ploegentijdrit) Healthy Ageing Tour
5e etappe Boels Ladies Tour
 Eindklassement Women's World Tour
2018
Strade Bianche
Ronde van Vlaanderen
1e etappe (tijdrit) Healthy Ageing Tour
Waalse Pijl
Luik-Bastenaken-Luik
Emakumeen Saria
Open de Suède Vårgårda (ploegentijdrit)
 Wereldkampioenschap op de weg
2019
Waalse Pijl
1e etappe Ronde van Californië
 Eindklassement Ronde van Californië
9e etappe Giro Rosa
GP Plouay
2020
2e etappe Setmana Ciclista Valenciana
 Eindklassement Setmana Ciclista Valenciana
 Nederlands kampioenschap op de weg
 Europees kampioenschap tijdrijden
 Eindklassement Giro Rosa
 Wereldkampioenschap tijdrijden
 Wereldkampioenschap op de weg
Waalse Pijl
2021
Omloop Het Nieuwsblad
Waalse Pijl
GP Ciudad de Eibar
Emakumeen Saria
Ronde van Burgos, 4e etappe, eind-, berg- en puntenklassement
 Nederlands kampioenschap tijdrijden
2e en 4e (tijdrit) etappe Ronde van Italië
 Eind en puntenklassement Ronde van Italië
 Olympische tijdrit Tokio
2025
4e etappe Ronde van Spanje

#### Resultaten in voornaamste wedstrijden

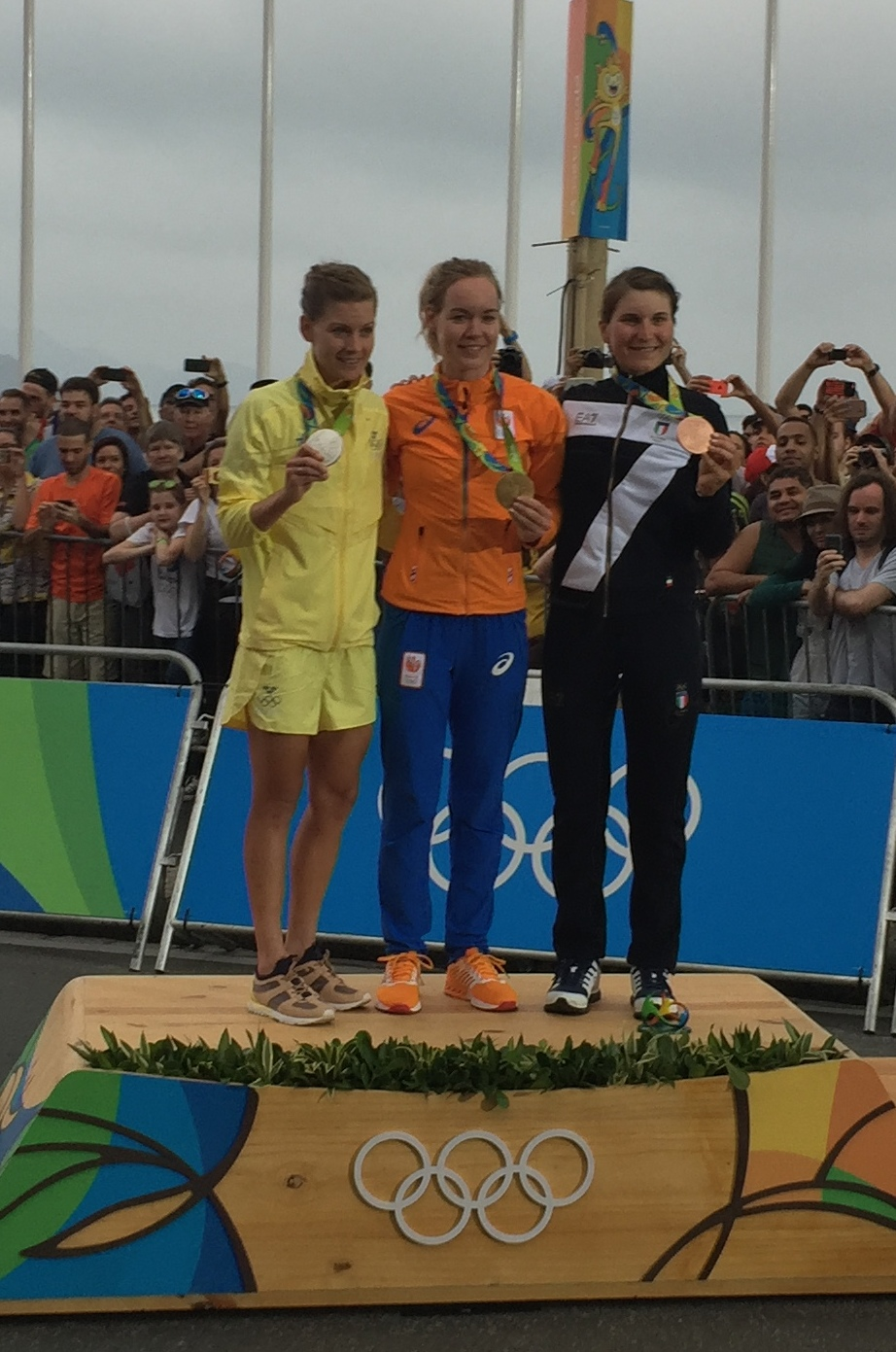
Anna van der Breggen (midden) met de gouden medaille in Rio.

| Jaar | Ronde van Italië | Ronde van Frankrijk | Ronde van Spanje |
| ---- | ---------------- | ------------------- | ---------------- |
| 2009 | opgave           |                     |                  |
| 2010 | 43e              |                     |                  |
| 2011 | 89e              |                     |                  |
| 2012 | 22e              |                     |                  |
| 2013 | 18e              |                     |                  |
| 2014 | ↑                |                     |                  |
| 2015 | ↑ (1)            |                     |                  |
| 2016 | ↑                |                     |                  |
| 2017 | ↑                |                     |                  |
| 2018 |                  |                     |                  |
| 2019 | ↑ (1)            |                     |                  |
| 2020 | ↑                |                     |                  |
| 2021 | ↑ (2)            |                     | 58e              |
| 2022 |                  |                     |                  |
| 2023 |                  |                     |                  |
| 2024 |                  |                     |                  |
| 2025 | 6e               | 11e                 | ↑ (1)            |

| Jaar | Gent-Wevelgem | Ronde van Vlaanderen | Amstel Gold Race | Luik-Bast.‑Luik | Strade Bianche | Waalse Pijl | Omloop Het Nieuwsblad |  | WK op de weg |
| ---- | ------------- | -------------------- | ---------------- | --------------- | -------------- | ----------- | --------------------- |  | ------------ |
| 2009 |               |                      |                  |                 |                | 67e         | 31e                   |  |              |
| 2010 |               |                      |                  |                 |                |             |                       |  |              |
| 2011 |               |                      |                  |                 |                |             |                       |  |              |
| 2012 |               | 9e                   |                  |                 |                | 12e         |                       |  | 5e           |
| 2013 |               | 7e                   |                  |                 |                | 4e          | 8e                    |  | 4e           |
| 2014 |               | 6e                   |                  |                 |                | 12e         | 16e                   |  |              |
| 2015 |               | ↑                    |                  |                 | 5e             | ↑           | ↑                     |  | ↑            |
| 2016 |               | 24e                  |                  |                 | 5e             | ↑           | 14e                   |  | 87e          |
| 2017 | 43e           | 15e                  | ↑                | ↑               |                | ↑           |                       |  | 8e           |
| 2018 |               | ↑                    | 38e              | ↑               | ↑              | ↑           |                       |  | ↑            |
| 2019 |               |                      | 13e              | 12e             | 9e             | ↑           | 11e                   |  | ↑            |
| 2020 |               | 11e                  |                  | 26e             | 4e             | ↑           |                       |  | ↑            |
| 2021 |               | 8e                   | 53e              | 5e              | ↑              | ↑           | ↑                     |  |              |
| 2022 |               |                      |                  |                 |                |             |                       |  |              |
| 2023 |               |                      |                  |                 |                |             |                       |  |              |
| 2024 |               |                      |                  |                 |                |             |                       |  |              |
| 2025 |               | 11e                  | opgave           |                 | ↑              |             |                       |  |              |

### Mountainbiken
2017
1e, 2e, 3e en 4e etappe Costa Blanca Bike Race
 Eindklassement Costa Blanca Bike Race
2018
1e etappe Afxentia Stage Race
 Eindklassement Afxentia Stage Race
2019
Proloog, 1e, 2e, 3e, 4e, 6e en 7e etappe Cape Epic
 Eindklassement Cape Epic

### Veldrijden

#### Resultatentabel elite
| Seizoen   |      | WK | EK  | NK  |        | Trofee |       | UCI- ranking |   | Podia | Podia | Podia | Aantal crossen |
| Seizoen   | Goud | WK | EK  | NK  | Zilver | Trofee | Brons | UCI- ranking |   |       |       |       | Aantal crossen |
| --------- | ---- | -- | --- | --- | ------ | ------ | ----- | ------------ | - | ----- | ----- | ----- | -------------- |
| 2006-2007 |      | –  | –   | –   |        | –      |       | –            |   | –     | –     | –     | 1              |
| 2007-2008 | –    | –  | 30e | –   | –      | –      | –     | –            | – |       |       |       |                |
| 2008-2009 | –    | –  | –   | –   | –      | –      | –     | –            | – |       |       |       |                |
| 2009-2010 | –    | –  | –   | –   | –      | –      | –     | –            | – |       |       |       |                |
| 2010-2011 | –    | –  | –   | –   | –      | –      | –     | –            | – |       |       |       |                |
| 2011-2012 | –    | –  | –   | –   | –      | –      | –     | –            | – |       |       |       |                |
| 2012-2013 | –    | –  | –   | 15e | 144e   | –      | –     | 1            | 2 |       |       |       |                |
| 2013-2014 | –    | –  | 7e  | 43e | 201e   | –      | –     | –            | 3 |       |       |       |                |
| 2014-2015 | –    | –  | 6e  | –   | 135e   | –      | –     | 1            | 3 |       |       |       |                |
| 2015-2016 | –    | –  | 7e  | –   | 183e   | 1      | –     | –            | 2 |       |       |       |                |
| 2016-2017 | –    | –  | –   | –   | –      | –      | –     | –            | – |       |       |       |                |
| 2017-2018 | –    | –  | 6e  | –   | 287e   | –      | –     | –            | 1 |       |       |       |                |
| Totaal    |      | –  | –   | –   |        | –      |       | –            |   | 1     | –     | 2     | 12             |

#### Overwinningen elite
| Nr. | Seizoen   | Datum          | Veldrit                      | Cat. | Wedstrijdserie |
| --- | --------- | -------------- | ---------------------------- | ---- | -------------- |
| 1.  | 2015-2016 | 2 januari 2016 | Centrumcross, Surhuisterveen | C2   | Overige        |

## Trivia
Voor de gemeenteraadsverkiezingen van 21 maart 2018 was Anna van der Breggen ambassadrice van de ChristenUnie in de gemeente Zwartewaterland.

### Bestseller 60
| Boeken met noteringen in de Nederlandse Bestseller 60 | Jaar van verschijnen | Datum van binnenkomst | Hoogste positie | Aantal weken | Opmerkingen   |
| ----------------------------------------------------- | -------------------- | --------------------- | --------------- | ------------ | ------------- |
| ANNA                                                  | 2021                 | 30-06-2021            | 7               | 1            | autobiografie |

## Ploegen
- 2009 –  Team Flexpoint
- 2012 –  Sengers Ladies Cycling Team
- 2013 –  Sengers Ladies Cycling Team
- 2014 –  Rabobank-Liv Woman
- 2015 –  Rabobank-Liv Woman
- 2016 –  Rabobank-Liv Woman
- 2017 –  Boels Dolmans Cycling Team
- 2018 –  Boels Dolmans Cycling Team
- 2019 –  Boels Dolmans Cycling Team
- 2020 –  Boels Dolmans Cycling Team
- 2021 –  Team SD Worx
- 2025 –  Team SD Worx-Protime

1984: Connie Carpenter-Phinney ·
1988: Monique Knol ·
1992: Kathy Watt ·
1996: Jeannie Longo ·
2000: Leontien van Moorsel ·
2004: Sara Carrigan ·
2008: Nicole Cooke ·
2012: Marianne Vos ·
2016: Anna van der Breggen ·
2020: Anna Kiesenhofer ·
2024: Kristen Faulkner
Brand · De Jong · Ferrand-Prévot · Knauer · Knetemann · Niewiadoma · Slappendel · Stultiens · Tenniglo · Van der Breggen · Van Paassen · Van Vleuten · Vos
Brand · De Jong · Ferrand-Prévot · Gillow · Knauer · Knetemann · Korevaar · Koster · Niewiadoma · Stultiens · Tenniglo · Van der Breggen · Vos
Brand · De Jong · Ferrand-Prévot · Gillow · Kastelijn · Knetemann · Korevaar · Koster · Niewiadoma · Tenniglo · Van der Breggen · Vos
Blaak · Brammeier · Canuel · Deignan · Dideriksen · Guarnier · Majerus · Pawłowska · Pieters · Van den Bos · Van der Breggen
Blaak · Canuel · Deignan · Dideriksen · Guarnier · Majerus · Pieters · Plichta · Schneider · Van den Bos · Van der Breggen
Blaak · Buurman · Canuel · D'Hoore · Dideriksen · Hall · Langvad · Majerus · Pieters · Schneider · Van den Bos · Van der Breggen
Blaak · Buurman · Canuel · D'Hoore · Dideriksen · Hall · Majerus · Pieters · Schneider · Uneken · Van den Bos · Van der Breggen
Blaak · Canuel · Cecchini · D'Hoore · Fisher-Black · Fournier · Majerus · Moolman-Pasio · Nosková · Pieters · Shackley · Uneken · Van der Breggen · Vollering
van Belle (vanaf 29/4) · Bredewold · van der Breggen · van den Broek-Blaak (tot 11/2) · Cecchini · Gerritse · Guarischi · Häberlin · Harvey · J. Kopecký · L. Kopecky  · Lach · Markus · Schneider · Schreiber · Schreurs · Vas · Wiebes 
- Gemeinsame Normdatei: 1236929055
- International Standard Name Identifier: 0000 0005 0276 8432
- Virtual International Authority File: 1689162669407555500003